# Institut suisse Jeunesse et Médias ISJM
L'Institut suisse Jeunesse et Médias (ISJM) est un centre de compétences dont l'action s'étend sur toute la Suisse. 
Promotion de la lecture, documentation, recherche et formation dans le domaine de la littérature et la lecture pour la jeunesse sont ses pôles prioritaires. Il a des bureaux à Lausanne, à Zurich (Schweizerisches Institut für Kinder- und Jugendmedien (SIKJM) et au Tessin (Istituto svizzero Media e Ragazzi, ISMR). Onze associations régionales de littérature pour la jeunesse lui sont affiliées, dont Jeunesse et Médias.AROLE. 

## Organisation
L'ISJM a été fondé en janvier 2002. Il est né de la réunion de la Ligue suisse de littérature pour la jeunesse (LSLJ) et de l'Institut suisse de littérature pour la jeunesse (ISLJ). L'Institut suisse Jeunesse et Médias est l'organe exécutif de la Fondation Johanna Spyri. Il a des bureaux à Zurich, Lausanne et Bellinzone. Il est soutenu par l'Office fédéral de la culture. 

## Promotion de la lecture
L'Institut suisse Jeunesse et Médias développe et anime, sur le plan national et régional, divers projets de promotion de la lecture destinés aux enfants et aux jeunes. Ces projets visent à favoriser des rencontres ludiques et plaisantes avec les livres, susciter l'émergence du plaisir à découvrir les livres et leur contenu, créer et entretenir une image positive de l'écrit. 

### Journée suisse de la lecture à voix haute
La Journée suisse de la lecture à voix haute est une manifestation nationale qui a lieu chaque année le quatrième mercredi du mois de mai. De nombreuses activités autour de la lecture à voix haute sont organisées dans des écoles, crèches, bibliothèques, librairies et musées. Le but de la Journée est d'encourager les familles à lire à voix haute à leurs enfants. 

### La Nuit du conte en Suisse
La Nuit du conte a été créée en 1990. C'est un projet commun de l'ISJM et de Bibliomedia, en collaboration avec l'UNICEF. Elle a lieu chaque année au mois de novembre. Elle a comme objectif de réunir enfants, adolescents et adultes autour du plaisir des histoires contées pour promouvoir le partage des lectures au quotidien.  

### 1001 histoires dans les langues du monde
Destiné aux familles allophones avec enfants en bas âge, le projet 1001 histoires propose des animations en langue d'origine autour des récits, des comptines et des histoires. D'abord développé en Suisse allemande (Family Literacy – Schenk mir eine Geschichte!), le projet s'est implanté en Suisse romande dès 2011.  

### Rimes et Comptines
La base de données rimes-et-comptines de l'Institut suisse Jeunesse et Médias regroupe des comptines dans les langues nationales suisses ainsi que dans les langues de la migration les plus répandues en Suisse.   

### Né pour lire
Le projet Né pour lire est un projet national, fruit de la collaboration entre Bibliomedia et l'Institut suisse Jeunesse et Médias. Chaque nouveau-né de Suisse peut recevoir gratuitement un livre par l'intermédiaire des bibliothèques ou des professionnels de la santé. Dans de nombreuses bibliothèques, des animations Né pour lire sont organisées régulièrement, permettant aux enfants et parents de découvrir des histoires, comptines ou jeux en lien avec les livres pour les tout-petits. 

### Promotion scolaire en Suisse romande
L'ISJM gère deux projets de bibliothèques itinéraires dans les classes : Ribambelle (1 à 2 h) et Virus lecture (3 à 8 h). 
Il organise également des visites de créateurs dans les classes en proposant aux écoles d'inviter un auteur ou illustrateur de littérature jeunesse pour rencontrer les élèves et partager ses créations.

## Prix / Jurys
L'Institut suisse Jeunesse et Médias participe à l'organisation de divers prix littéraires pour la jeunesse. Avec l'Association suisse des libraires et éditeurs et les Journées Littéraires de Soleure, il décerne le Prix suisse du livre jeunesse. L'ISJM se charge également des nominations suisses pour le Prix Hans Christian Andersen et pour le Prix commémoratif Astrid-Lindgren. Il organise également la sélection suisse pour la Biennale d'illustrations de Bratislava. 
En Suisse romande, l'ISJM est impliqué dans la coordination de deux prix littéraires pour la jeunesse ayant pour spécificité d'avoir un jury constitué d'enfants. Avec la Fondation Payot pour la promotion de la lecture, il organise le Prix Enfantaisie. En partenariat avec la RTS, il collabore au Prix RTS littérature Ados.  

## Ricochet et magazines
L'Institut suisse Jeunesse et Médias gère Ricochet, une plate-forme numérique destinée à l'information, la documentation, la promotion, la médiation et l'échange autour de la littérature pour l'enfance et la jeunesse.  
En Suisse alémanique, le SIKJM publie trois fois par an le magazine Buch & Maus, qui traite en détail des médias actuels pour les enfants et les jeunes. Au Tessin, un magazine similaire est publié en italien : «Il Folletto». 